# W głowie się nie mieści 2
W głowie się nie mieści 2 (ang. Inside Out 2) – amerykański film animowany wytwórni Pixar dla Walt Disney Pictures, mający swoją światową premierę 14 czerwca 2024. Produkcja ta jest sequelem filmu W głowie się nie mieści z 2015 roku.
Film otrzymał pozytywne recenzje od krytyków i zarobił 1,463 miliarda dolarów, co czyni go obecnie najbardziej dochodowym filmem w 2024 oraz najbardziej dochodowym filmem animowanym wszech czasów, przekraczając rekord filmu tej samej wytwórni – Kraina lodu II.

## Fabuła
Dwa lata po przeprowadzce do San Francisco, 13-letnia Riley Anderson rozpoczyna naukę w liceum. W jej głowie, w centrum dowodzenia emocjami, pojawiają się nowe postacie – Wstyd, Obawa, Zazdrość, Olewka i Nostalgia. Stara ekipa – Radość, Smutek, Gniew, Strach i Odraza – musi nauczyć się współpracować z nowymi członkami zespołu tzw. Centrali, aby pomóc Riley poradzić sobie ze zmianami, jakimi przechodzi w wyniku dojrzewania. W trakcie tej przygody, Riley i jej emocje odkryją, że dojrzewanie to nie tylko burza hormonów, ale także czas odkrywania nowych pasji, przyjaźni i siebie samej.

## Obsada
- Amy Poehler jako Radość[8]
- Maya Hawke jako Obawa[8]
- Kensington Tallman jako Riley Anderson[9]
- Liza Lapira jako Odraza[8]
- Tony Hale jako Strach[8]
- Lewis Black jako Gniew[8]
- Phyllis Smith jako Smutek[8]
- Ayo Edebiri jako Zazdrość[9]
- Lilimar Hernandez jako Valentina Ortiz, ps. „Val”[9]
- Grace Lu jako Grace[10]
- Sumayyah Nuriddin-Green jako Bree[10]
- Adèle Exarchopoulos jako Olewka[9]
- Diane Lane jako matka Riley[8]
- Kyle MacLachlan jako ojciec Riley[8]
- Paul Walter Hauser jako Wstyd[9]
- Yvette Nicole Brown jako trenerka Roberts[9]
- Ron Funches jako Mądruś[11]
- Yong Yea jako Harata Tasakami[11]
- James Austin Johnson jako Piterek[12]
- Steve Purcell jako Wielki Mroczny Sekret[13]
- Dave Goelz jako Podświadomy Jaś[13]
- Kirk Thatcher jako Majster[13]
- Frank Oz jako Podświadomy Grześ[13]
- Paula Pell jako Gniew matki Riley[9]
- June Squibb jako Nostalgia[14]
- Pete Docter jako Gniew ojca Riley[13]
- Paula Poundstone jako Zapominaczka Paula[13]
- John Ratzenberger jako Mechanik Fritz[9]
- Sarayu Blue jako Margie[13]
- Flea jako Jake[13]
- Bobby Moynihan jako Zapominacz Bobby[13]
- Kendall Coyne Schofield jako spikerka hokejowa[13]

W brytyjskiej wersji filmu dodatkowo pojawiło się cameo Sama Thompsona jako Ochroniarz Sam – postać, która brała udział w pościgu za emocjami Riley.

### Wersja polska
- Małgorzata Socha – Radość
- Olga Sarzyńska – Niepokój
- Agata Kowal – Riley Andersen
- Maja Ostaszewska – Odraza
- Cezary Pazura – Strach
- Szymon Kuśmider – Gniew
- Kinga Preis – Smutek
- Zuzanna Bernat – Zazdrość
- Zofia Jastrzębska – Valentina Ortiz
- Antonina Baduchowska – Grace
- Blanka Kucharska – Bree
- Wiktoria Wolańska – Nuda
- Dorota Landowska – matka Riley
- Sławomir Grzymkowski – ojciec Riley
- Robert Czerwiński – Wstyd
- Karolina Gorczyca – trenerka Roberts
- Sebastian Perdek – Mądruś
- Klaudiusz Kaufmann – Piterek
- Piotr Bajtlik – Harata Tasakami
- Artur Dziurman – Wielki Mroczny Sekret
- Sławomir Pacek – Podświadomy Jaś
- Jacek Braciak – Podświadomy Grześ
- Agnieszka Matysiak – Gniew matki Riley
- Marta Lipińska – Nostalgia
- Mirosław Zbrojewicz – Gniew ojca Riley

## Produkcja

### Rozwój
Po sukcesie filmu W głowie się nie mieści, który stał się siódmym najbardziej dochodowym filmem w 2015, dzienniki Entertainment Tonight oraz The Guardian uznały kontynuację filmu za „nieuniknioną”. Reżyser Pete Docter podczas 88. ceremonii wręczenia Oscarów oświadczył, że rozważa wyprodukowanie drugiej części filmu.
Prace nad fabułą drugiej części filmu rozpoczęło się na początku 2020 roku, a studio Pixar oficjalnie potwierdziło jej powstawanie podczas wystawy fanklubu D23 we wrześniu 2022, a Amy Poehler pojawiła się na scenie, by omówić temat filmu z Docterem. Jako reżysera sequelu ogłoszono Kelseya Manna, a jako producenta filmu – Marka Nielsena. Meg LeFauve pozostała autorką scenariusza.
Mann wziął pod uwagę pomysł przedstawienia „od 5 do 27 emocji”, będący pierwotną koncepcją pierwszej części filmu, przedstawioną przez Doctera. Pierwsza wersja fabuły Manna zakładała pojawienie się dziewięciu nowych emocji, aby dotychczasowa Radość czuła się przytłoczona wszystkimi pojawiającymi się nowymi emocjami. Uznał jednak, że widzowie mogą nie nadążyć za tyloma nowymi postaciami i że nie będą one wnosiły niczego istotnego do fabuły, dlatego po pierwszym pokazie koncepcji filmu zdecydował się zmniejszyć liczbę nowych emocji. Wśród nich miały się znaleźć odpowiedniki m.in. Schadenfreude (przyjemność czerpana z cudzego nieszczęścia), zazdrości i poczucia winy.

### Konsultacje i scenariusz
Zespół związany z produkcją filmu często konsultował się z psycholog kliniczną oraz autorką książek poświęconych rozwojowi nastoletnich dziewcząt i młodych kobiet, Lisą Damour. Jej publikacje stanowiły wskazówki dotyczące dokładnego przedstawienia zmian emocji u nastolatków w okresie dojrzewania. Zespół konsultował się także z profesorem psychologii Dacherem Keltnerem, który już wcześniej pomagał przy produkcji pierwszej części filmu – odegrał on kluczową rolę w wyborze nowych emocji, które powinny zostać wprowadzone w fabule nowego filmu. W produkcji ostatecznie nie pojawiła się postać odpowiadająca emocji wstydu, ponieważ Keltner zakwestionował wstyd jako emocję.
Aby zapewnić dodatkową pomoc w rozwoju produkcji nad filmem, studio Pixar zatrudniło grupę dziewięciu nastolatków, którą nazwano „paczką Riley”. Zadaniem utworzonego zespołu było przekazanie informacji zwrotnej na temat filmu, by upewnić się, że wystarczająco dobrze odwzorowuje współczesne życie nastolatków. Ich wkład w produkcję doprowadził do włączenia do fabuły emocji Nostalgii i wpłynął na to, jak zaprojektowano wiele scen przedstawiające codzienne elementy życia emocji i przejście z gimnazjum do liceum.
Mann oraz Nielsen inspirowali się również zachowaniem własnych córek. Ponieważ prace nad fabułą rozpoczęły się podczas trwającego lockdownu w trakcie pandemii COVID-19, obaj byli w stanie wystarczająco często zaobserwować zachowania swoich dzieci, które były w wieku podobnym do wieku bohaterki Riley. Ich postrzeganie z perspektywy rodzica miało wpływ na ostateczną fabułę filmu oraz na ucharakteryzowanie postaci emocji.
Początkowo fabuła filmu miała obejmować pokaz talentów, ale pomysł został ostatecznie porzucony. Po trzech próbnych pokazach Nielsen, Mann i LeFauve zdecydowali, że najlepszą opcją będzie skupienie się na grze w hokeja, uznając to za wyjątkowy aspekt jej charakteru. Na tę decyzję wpływ miała również konsultacja z reżyserką Domee Shi, którą Mann zapytał o wskazówki dla uczynienia filmu wyjątkowym w porównaniu z innymi filmami poruszającymi podobną tematykę.

### Casting
Amy Poehler przyjęła propozycję w wysokości 5 milionów dolarów wraz z dodatkowymi premiami, aby powtórzyć swoją rolę podłożenia głosu Radości z pierwszej części filmu. Phyllis Smith i Lewis Black również dołączyli do obsady, powracając do roli odpowiednio Smutku i Gniewu. Spór o wynagrodzenie prowadzili Bill Hader (odtwórca roli Strachu) oraz Mindy Kaling (odtwórczyni roli Odrazy), co ostatecznie doprowadziło do odmowy ponownego udziału przez oboje aktorów. 9 listopada 2023 ujawniono, że Tony Hale i Liza Lapira zastąpią ich w odtworzeniu ich ról w pierwszej części filmu, a Maya Hawke dołączyła do obsady w roli odtwórczyni postaci emocji Obawy. 16 stycznia 2024 ogłoszono, że June Squibb dołączy do obsady w nieujawnionej jeszcze roli, którą później zapowiedziano jako odtwórczynię roli Nostalgii.
7 marca 2024 Disney ujawnił, że do obsady dołączają Ayo Edebiri, Adèle Exarchopoulos, Paul Walter Hauser, Kensington Tallman, Diane Lane i Kyle MacLachlan, a Edebiri, Exarchopoulos i Hauser zagrają kolejno postaci emocji Zazdrości, Nudy i Zakłopotania. Ponadto Tallman zastąpił Kaitlyn Dias w roli Riley Andersen, a Lane oraz MacLachlan ponownie wcielają się w role rodziców Riley.

### Muzyka
7 marca 2024 roku, wraz z premierą drugiego zwiastuna filmu poinformowano, że Andrea Datzman skomponowała ścieżkę dźwiękową do filmu, zastępując Michaela Giacchino. Album ze ścieżką dźwiękową został wydany przez Walt Disney Records 14 czerwca 2024 roku – w tym samym dniu, co film.

## Wydanie
Film miał swoją premierę 10 czerwca 2024 w kinie El Capitan Theatre. 14 czerwca film trafił do kin na całym świecie, a ponadto w tym samym dniu odbył się pokaz filmu podczas trwającego wówczas Międzynarodowego Festiwalu Filmów Animowanych w Annecy.

### Marketing
Krótki zwiastun filmu, wraz z plakatem ukazały się 9 listopada 2023. W teaserze pojawiła się zapowiedź nowej postaci reprezentującej emocję – Obawę, a plakat ujawnił trzy kolejne – Zazdrość, Nudę i Wstyd. Zwiastun obejrzano łącznie ponad 157 milionów razy w ciągu pierwszej doby od opublikowania. Drugi zwiastun wraz z nowym plakatem zostały wydane 7 marca 2024, a pierwsze 35 minut filmu zostało zaprezentowane podczas imprezy CinemaCon 11 kwietnia 2024.

## Odbiór
Do 24 lipca 2024 film zarobił 601 milionów dolarów w Stanach Zjednoczonych i Kanadzie oraz łącznie 861,8 miliona dolarów w innych krajach, co daje łączną kwotę 1,463 miliarda dolarów przychodów brutto.
Prognozowano, że produkcja przy budżecie 200 milionów dolarów osiągnie zyski w przedziale 80-90 milionów dolarów w ciągu pierwszego weekendu następującego po premierze filmu. W przewidywaniach wzięto pod uwagę mieszane opinie widzów po premierach filmów Co w duszy gra, Luca i To nie wypanda studia Pixar, a ponadto uwzględniono słabe wyniki filmu Buzz Astral oraz filmów wydanych w 2024 roku przed premierą W głowie się nie mieści 2. Po zarobieniu 63,6 miliona dolarów w dniu premiery podniesiono prognozowany zakres do 140-150 milionów dolarów. Film ostatecznie zarobił 154,2 miliona dolarów w Stanach Zjednoczonych z 4 440 kin oraz szacunkowo 140 milionów dolarów z 38 krajów, co dało światowy debiut w wysokości 294,2 miliona dolarów, do tej pory najwyższy w historii studia Pixar.
Zyski z całego świata w ciągu 16 dni od premiery przekroczyły zyski pierwszej części filmu (859 milionów dolarów). 30 czerwca 2024 film osiągnął zysk jednego miliarda dolarów, stając się najszybciej zarabiającym filmem animowanym w historii.

### Reakcje krytyków
Film zebrał pozytywne recenzje krytyków. Większość krytyków z Animation Magazine chwaliła zastosowaną paletę kolorów, fabułę oraz nowe postacie reprezentujące emocje, ale niektórzy wyrażali niezadowolenie z powodu przewidywalności wątku fabularnego związanego z akceptacją Riley przez jej nową drużynę hokejową.
W agregatorze Rotten Tomatoes produkcja uzyskała 91% pozytywnych recenzji od łącznie 297 krytyków, ze średnią oceną 7,6/10. W serwisie Metacritic przyznano filmowi średnią ważoną ocenę 73/100 na podstawie recenzji 59 krytyków, co wskazuje na ogólnie przychylne recenzje.
Moira Macdonald z The Seattle Times przyznała filmowi 3,5 na 5 gwiazdek, chwaląc obsadę oraz film stwierdzając, że jest „radosną podróżą po głowie dla każdego”. Robbie Collin z The Daily Telegraph przyznał filmowi 4 na 5 gwiazdek, chwaląc animację, metafory oraz dowcip, stwierdzając jednocześnie, że „twarda ontologiczna błyskotliwość oryginalnego założenia Doctera dobrze sobie radzi z ekspansją”. Owen Gleiberman z Variety pochwalił występ Hawke'a w roli postaci Obawy i wpływ filmu na emocje widza, nazywając go „najbardziej przejmującą i przenikliwą opowieścią o dylematach wczesnego dorastania od czasu Ósmej klasy”. Manohla Dargis z The New York Times pochwaliła „umiejętność Pixara do przekształcania pomysłów w obrazy, z których niektórym udaje się wymknąć poza bezpieczeństwo swojego miłego światopoglądu”. Siddhant Adlakha z IGN napisał mieszaną recenzję  stwierdzając, że film jest „zaskakujący i rozczarowujący w równym stopniu”.

### Nagrody i wyróżnienia
| Nagroda                      | Kategoria    | Wynik     | Źródło |
| ---------------------------- | ------------ | --------- | ------ |
| Astra Midseason Movie Awards | Best Picture | nominacja | [ 52 ] |